# Яманово
Яма́ново (рос. Яманово, чув. Яманкасс) — присілок у складі Канаського району Чувашії, Росія. Входить до складу Тобурдановського сільського поселення.
Населення — 371 особа (2010; 400 у 2002).
Національний склад:
- чуваші — 94 %